# Dankia
Dankia é um género botânico monotípico pertencente à família Theaceae.
O gênero, atualmente, possui uma única espécie: Dankia langbianensis, somente observada uma vez, no Vietnã.
Pelo pequeno número de indivíduos conhecidos atualmente, não é possível inferir sobre as características do grupo e suas interações com o ecossistema.